# Neotropical Butterfly Park
Het Neotropical Butterfly Park is een vlindertuin in Lelydorp, ten zuiden van Paramaribo in Suriname. Het opende rond 2010 de deuren voor het publiek.
Aan de basis ligt de opzet van een vlinderkwekerij door Ewout en Amira Eriks in 1996. Hij is geboren in Nederland en zij in Ecuador, waar hij enkele maanden stage heeft gelopen bij een vlinderkwekerij. De poppen van de vlinders worden geëxporteerd en zijn bestemd voor dierentuinen en mensen die een vlindertuin willen hebben. De start van het bedrijf ging moeizaam en om bij te verdienen gaf het echtpaar rondleidingen in hun kwekerij. Uiteindelijk zetten ze bij de kwekerij een eigen vlindertuin op. Naast vlinders kweken ze ook schildpadden en slangen.
De activiteiten werden daarna uitgebreid, met een insectenmuseum, panorama met tropische flora- en faunalandschappen, rondleiding door de kwekerij, speeltuin, educatieruimte, expositieruimte, café en souvenirwinkel.
Daarnaast worden er met de lokale gemeenschap activiteiten georganiseerd, zoals op het gebied van taekwondo en yoga. De Nederlandse ambassade presenteerde in 2017 een tentoonstelling over Maria Sibylla Merian in de vlindertuin. Zij leefde van 1647 tot 1717 en werkte ook in Suriname. Merian legde de basis onder de insectenkunde (entomologie).

## Galerij
|  |  |  |
|  |  |  |

|  |  |  |
|  |  |  |